# Кугушев, Александр Николаевич
Князь Алекса́ндр Никола́евич Ку́гушев (17 [29] марта 1867, Покровская Варежка, Каменский район — 21 января 1951, Горький) — русский и советский инженер, специалист в области строительных конструкций, отопления и вентиляции. Преподаватель высшей школы, профессор.

## Биография
Из дворянского рода Кугушевых. Родился в имении своего отца, князя Н. И. Кугушева (село Покровская Варежка Пензенской области). Общее образование получил в Саратовском реальном училище. В 1886 году поступил в Петербургский институт гражданских инженеров, который окончил в 1891 году по первому разряду с награждением серебряной медалью за архитектурные проекты. Был причислен к Техническо-строительному комитету Министерства внутренних дел.
В 1893 году назначен ассистентом при кафедре строительного искусства в Ново-Александрийский институт сельского хозяйства и лесоводства и в 1900 году утверждён в звании адъюнкт-профессора того же института. Во время пребывания в институте руководил работами по капитальному переустройству института.
С 1901 года был экстраординарным профессором Варшавского политехнического института по кафедре строительного искусства. В течение 16 лет занимал должность Учёного секретаря инженерно-строительного отделения института, а с 1914 года по причине болезни декана этого факультета исполнял его обязанности вплоть до марта 1917 года.
В 1916 году из-за Первой мировой войны Варшавский политехнический институт переехал в Нижний Новгород. На состоявшемся 22 марта 1917 года общем собрании профессоров, преподавателей и лаборантов института Кугушев был избран временным директором института. 2 октября 1917 года утверждён в должности ректора Нижегородского (бывшего Варшавского) политехнического института.
В 1918 году перешёл в Нижегородский государственный университет на должность заведующего кафедрой отопления и вентиляции, декана инженерно-строительного факультета. После реорганизации университета в 1930 году перешёл на работу в Нижегородский строительный институт на должность профессора, заведующего кафедрой отопления и вентиляции, где проработал до выхода на пенсию в 1949 году.
В 1943 году защитил диссертацию «О некоторых приближенных методах расчета остывания и нагревания тел простейшей формы» на соискание учёной степени кандидата технических наук.
Автор многих научных работ, нескольких изобретений. По его проекту построен первый пешеходный мост через Почаинский овраг.
Жил в городе Горьком. Скончался 21 января 1951 года, похоронен на Бугровском кладбище.

## Награды
14 апреля 1913 года произведён в чин действительного статского советника.
Имел награды: орден Святой Анны 3-й степени (1903), орден Святого Станислава 2-й степени (1906), орден Святого Владимира 4-й степени (1910), медаль «В память царствования императора Александра III», медаль «В память 300-летия царствования дома Романовых».
09 января 1943 года награждён орденом Трудового Красного Знамени.